# Arsan
Arsan (dříve arsin, triviální název arsenovodík; AsH3) je bezbarvý, prudce jedovatý plyn česnekového zápachu. Vzniká například rozkladem arsenidů kyselinami nebo působením vodíku ve stavu zrodu na sloučeniny arsenu. Je silným redukčním činidlem. Na vzduchu je samovznítitelný.[zdroj?]

## Příprava
Arsan je připravován reakcí As3+ s H- ekvivalenty.
4 AsCl3 + 3 NaBH4 → 4 AsH3 + 3 NaCl + 3 BCl3
Jako alternativa, mohou být použity i zdroje As3− které reagují s H+ za vrzniku arsanu.
Zn3As2 + 6 H+ → 2 AsH3 + 3 Zn2+
Na3As + 3 HBr → AsH3 + 3 NaBr

## Reaktivita

### Rozklad zahříváním
2 AsH3 → 3 H2 + 2 As
Tato reakce je základem Marshovy zkoušky ve forenzní toxikologii, který prokazoval přítomnost arsenu, jenž byl oblíbeným jedem. Byl používán ve formě oxidu arsenitého, neboli arseniku.

### Oxidace
2 AsH3 + 3 O2 → As2O3 + 3 H2O
Arsan reaguje prudčeji v přítomnosti silných oxidačních činidel, například manganistanu draselného, chlornanu sodného nebo kyseliny dusičné.

### Reakce s halogeny
Reakce s halogeny (fluor, chlor) nebo nějaké jejich sloučeniny, jako chlorid dusitý (NCl3), jsou velmi nebezpečné a mohou způsobit explozi.

## Bezpečnost
Arsan je velmi toxický plyn s vysokou smrtností otrav. Způsobuje hemolýzu a selhání ledvin. Jako pozdní následek otravy (po několika měsících) se může objevit periferní neuropatie. Arsan patří mezi prokázané karcinogeny.
K většině případů otrav dochází v důsledku kontaminace jiných plynů arsanem. Dochází k tomu, pokud kov s příměsí arsenu reaguje se silnou kyselinou nebo zásadou (např. při reakci zinku s kyselinou chlorovodíkovou). Příležitosti k tomu jsou například při zpracování kovů, pokovování, pájení, restaurování obrazů nebo při čištění zásobníků a potrubí používaných pro sloučeniny arsenu.
Na kůži a v očích arsan způsobuje poleptání (případně – při kontaktu se zkapalněným plynem – i omrzliny). Je možné, že je schopen vstupovat do těla ranami na kůži.
Práh čichového vnímání arsanu je okolo 0,5 ppm, ale tato koncentrace již může být toxická a proto neposkytuje dostatečné varování. Vdechování plynu o koncentraci 3–10 ppm způsobuje klinické příznaky otravy během několika hodin. Půlhodinová expozice 25 až 50 ppm se již považuje za smrtelnou. 250 ppm usmrcuje velmi rychle.